# کوپرو-بازار (شهرستان تلاس)
کوپرو-بازار (به قرقیزی: Көпүрө-Базар، كۅپۉرۅ بازار) یک منطقهٔ مسکونی در قرقیزستان است که در شهرستان تلاس واقع شده‌است. کوپرو-بازار ۵٬۴۷۲ نفر جمعیت دارد و ۱٬۹۷۵ متر بالاتر از سطح دریا واقع شده‌است.